# Plebiscitum est quod plebs iubet atque constituit
Plebiscitum est quod plebs iubet atque constituit (łac. uchwałą plebsu jest to, co plebs nakazuje i ustanawia) – zwrot łaciński charakterystyczny dla prawa rzymskiego.

## Konstrukcja
Plebejusze, którzy mieli interesy odrębne od reszty obywateli rzymskich (zwłaszcza zaś patrycjuszy), zbierali się we własnym gronie na specjalnych zgromadzeniach plebejskich (tzw. concilia plebis). Tam, pod przewodnictwem trybunów plebejskich i na ich wniosek, podejmowali uchwały plebsu (plebiscitia). Ich zakres obowiązywania stanowili tylko sami plebejusze.

## Rozwój
Już u schyłku republiki zgromadzenia plebejskie oraz ludowe, stworzone i przystosowane na miarę małego państwa-miasta jakim było państwo rzymskie w pierwszych latach swego istnienia, coraz gorzej funkcjonowały, a ich znaczenie sukcesywnie spadało. W okresie pryncypatu zwoływano je coraz rzadziej, a ostatnia uchwała powzięta w tym trybie pochodziła z czasów panowania cesarza Nerwy. Od tego momentu tego typu źródło prawotwórcze charakterystyczne dla starożytnego Rzymu przestało działać, bo w radykalnie zmienionych warunkach politycznych nie było już potrzebne. Wybitny antyczny uczony, Gaius, swoje informacje na temat leges i plebiscita oparł na źródłach historycznych, toteż miały one znaczenie historyczne już w okresie ich opisywania przez Gaiusa.

## Rozmiary ustawodawstwa i jego znaczenie
Pisarze rzymscy niejednokrotnie skarżyli się na nadmierną liczbę wydanych ustaw, jednakże w rzeczywistości liczba ta była, jak na wyobrażenia współczesnego prawnika rzymskiego, raczej skromna. Teksty ustaw rzymskich zachowały się do naszych czasów tylko we fragmentach, które zostały bądź to wyryte wprost na trwałych materiałach, bądź też były przekazywane w pismach późniejszych pisarzy.